# Entity Bean
Az Entity Bean (entitás bean) az Enterprise JavaBeans egy típusa, egy szerver oldali J2EE komponens, amely az adatbázisban tárolt perzisztens adatokat reprezentál. Az entity bean kezelheti a saját perzisztenciáját (Bean Managed Persistence), vagy átadhatja ezt a feladatát az EJB konténernek (Container Managed Persistence). Az entitás beant az elsődleges kulcs azonosítja. Ha az egy entity beant tartalmazó  konténer összeomlik, az entity bean , az elsődleges kulcs, és minden távoli referencia képes túlélni az összeomlást.
Az entity bean-eket az EJB 2.0 előtt nem lehetett nagy számban alkalmazni, mivel minden egyes entity bean egy RMI stub volt, saját RMI kapcsolattal az EJB szerverhez. Pl. 1000 Entity Bean létrehozása egy műveletben azt eredményezné, hogy egyidejűleg 1000 csatlakozás jön létre az RMI back-end-jével. Mivel a TCP/IP csak 65536 portot támogat, ezért egy időben maximum 65536 Entity Bean létezhet. Például, ha egy kliens alkalmazás figyelni szeretné a státuszát 1024 adatbázis bejegyzésnek, akkor szükség van 1024 Entitiy Bean hivatkozásra, és így 1024 RMI kapcsolat jön létre az EJB szerverrel, az EJB szervernek viszont ki kell szolgálnia mind az 1024 kapcsolatot az összes kliens alkalmazás felé. Ez azt eredményezné, hogy legfeljebb 64 kliens alkalmazást szolgálna ki, és minden további internetes kapcsolatot figyelmen kívül hagyna. Ezen korlátozásokon nem lehet felülkerekedni RMI feletti Entity Bean használata esetén.
Az Entity Bean utolsó specifikációja a EJB 2.1-es volt.
Az EJB 3.0-ban, az Entity Bean-eket felváltották a jóval egyszerűbben menedzselhető Java Persistence API alapú POJOk. Az Entity Bean-eket eredetileg már a Java EE 6 specifikációból is ki akarták hagyni, használatuk már nem volt javasolt (elavultnak jelölték a specifikációban).

## Fordítás
Ez a szócikk részben vagy egészben  az   Entity Bean című angol Wikipédia-szócikk ezen változatának fordításán alapul.  Az eredeti cikk szerkesztőit annak laptörténete sorolja fel. Ez a jelzés csupán a megfogalmazás eredetét és a szerzői jogokat jelzi, nem szolgál a cikkben szereplő információk forrásmegjelöléseként.